# Funa tayloriana
Funa tayloriana é uma espécie de gastrópode do gênero Funa, pertencente a família Pseudomelatomidae.